# Torre-Cardela
Torre-Cardela è un comune spagnolo di 1 164 abitanti situato nella comunità autonoma dell'Andalusia.